# Тетракорд
Тетракорд је низ од четири лествична тона. У лествици познајемо доњи и горњи тетракорд. Доњи тетракорд још називамо први, а горњи други тетракорд. Доњи почиње од 1. ступња у лествици, а горњи од 5. ступња. Они се разликују у зависности од врсте лествице. У дуру је исти распоред целих степена и полустепена у оба тетракорда, док се у молу мења горњи тетракорд у зависности од врсте мола (природни, хармонски или мелодијски мол).